# Danville (Kalifornija)
Danville je gradić u američkoj saveznoj državi Kalifornija. Prema popisu stanovništva iz 2010. u njemu je živjelo 42,039 stanovnika.